# Thaddeus C. Sweet

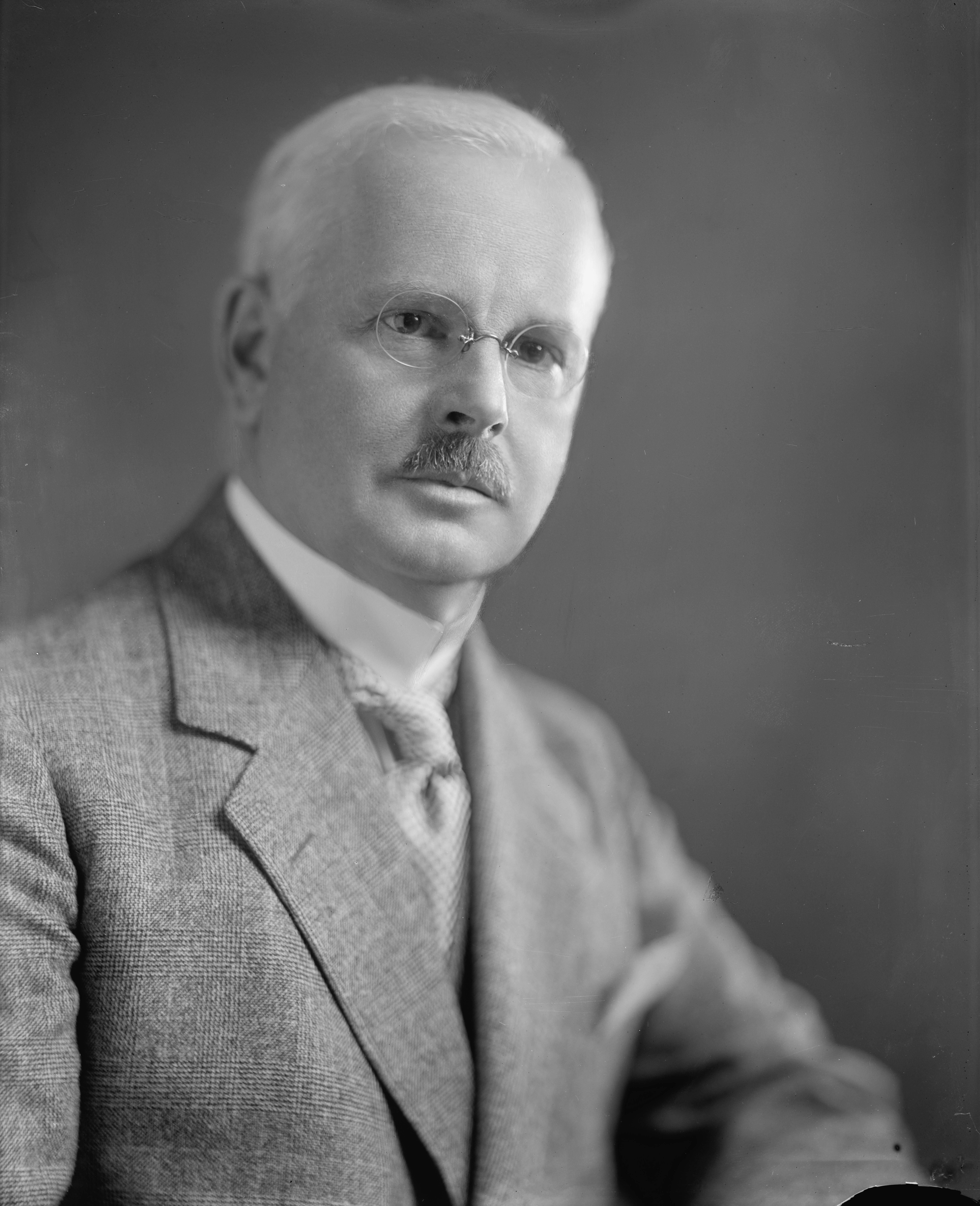
Thaddeus C. Sweet

Thaddeus Campbell Sweet (* 16. November 1872 in Phoenix, Oswego County, New York; † 1. Mai 1928 in Whitney Point, New York) war ein US-amerikanischer Politiker. Zwischen 1923 und 1928 vertrat er den Bundesstaat New York im US-Repräsentantenhaus.

## Werdegang
Thaddeus Sweet besuchte die öffentlichen Schulen seiner Heimat sowie die Phoenix Academy. Anschließend war er zwei Jahre lang als fahrender Händler unterwegs. Ab 1895 war er mit der Herstellung von Papier befasst. Er wurde Präsident der Firma Sweet Paper Manufacturing Co. Außerdem wurde er im Bankgewerbe tätig. Zwischen 1896 und 1899 war er zudem Stadtschreiber in Phoenix. Gleichzeitig schlug er als Mitglied der Republikanischen Partei eine politische Laufbahn ein. Zwischen 1910 und 1920 saß er als Abgeordneter in der New York State Assembly, deren Speaker er ab 1914 war.
Nach dem Tod des Abgeordneten Luther W. Mott wurde Sweet bei der fälligen Nachwahl für den 32. Sitz von New York als dessen Nachfolger in das US-Repräsentantenhaus in Washington, D.C. gewählt, wo er am 6. November 1923 sein neues Mandat antrat. Nach zwei Wiederwahlen konnte er bis zu seinem Tod am 1. Mai 1928 im Kongress verbleiben. Von 1925 bis 1927 war er Vorsitzender des Ausschusses zur Kontrolle der Ausgaben des Kriegsministeriums. Er starb bei einem Flugzeugabsturz in Whitney Point und wurde in Phoenix beigesetzt.